# Google Videos

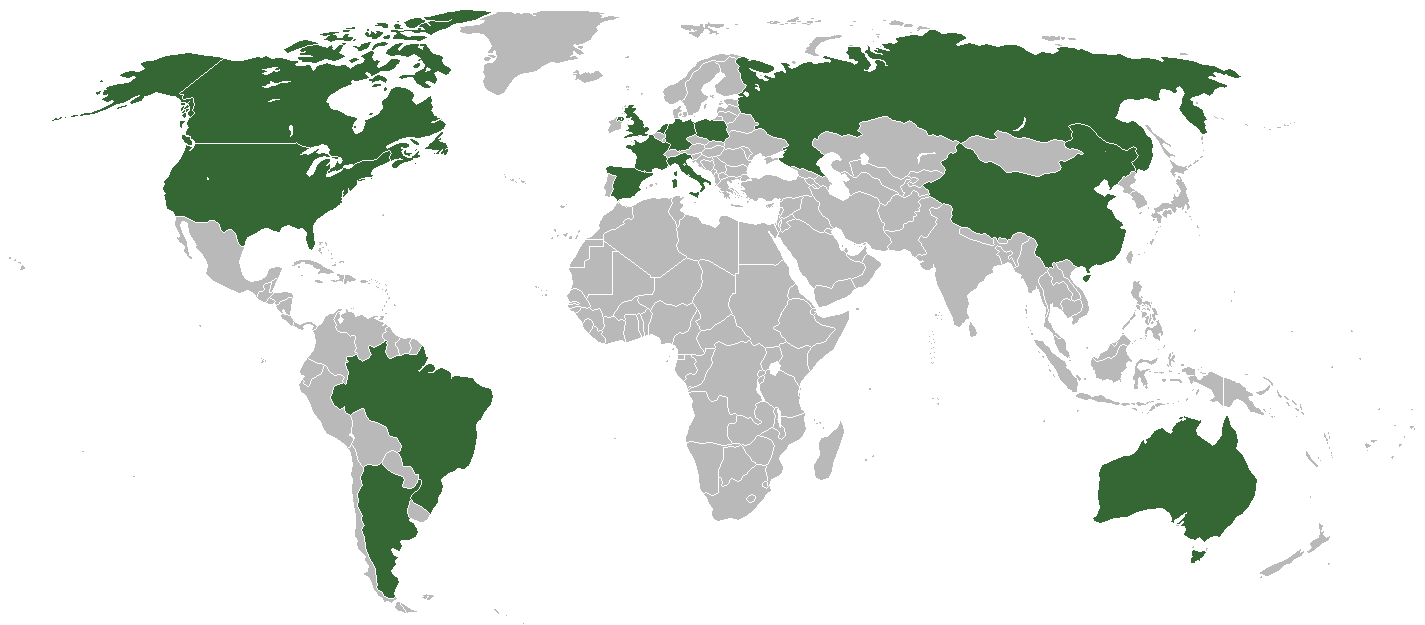
Länder där Google Videos finns i lokal variant.

Google Videos var en gratistjänst som hölls tillhanda av Google som lät vem som helst ladda upp videoklipp på Googles servrar såväl som att man kan göra sina egna videoklipp tillgängliga gratis. Användare kunde söka och spela videor direkt från Google Video, så kallad streaming (strömning). Man kunde också (via tredjepartsprogram) ladda ner videofilerna eller lägga upp dem som strömmade enheter på sin egen webbplats.
Möjligheten att ladda upp nya videor lades dock ned 2009 bland annat på grund av Googles uppköp av Youtube som senare helt ersatte tjänsten.
Google meddelade i april 2011 att tjänsten skulle stängas ned för allmänheten 29 april samma år. Den som hade laddat upp filmklipp till tjänsten kunde gratis hämta dessa fram tills 13 maj.

## Innehåll
Google Video siktade in sig på att erbjuda ett stort arkiv av gratis sökbara videor. Förutom amatörvideor, Internetvideor, Viral marketing och filmtrailers distribuerade Google även kommersiella medier såsom TV-inslag och filmer.
Olika medieföretag tillhandahöll produktioner på Google Video, såsom CBS-program, NBA, CNN, ABC, musikvideor och oberoende filmer. Utöver detta använde National Archives and Records Administration Google Video för att göra historiska filmer tillgängliga online.

## Distributionsmetoder
Google Video tillhandahöll gratistjänster och kommersiella videor, där de senare kontrolleras genom digital rights management. Adobe Flash spelade upp videor i Flash Video (.flv)-format inuti webbläsaren.